# Kapten Zoom
Kapten Zoom är en superhjältefigur skapad av Anders Linder och Anna Roll som förekom för första gången 1976 i TV-serien Galaxer i mina braxer, sa Kapten Zoom. Figuren spelas av Anders Linder och förekommer också i serierna om Vintergatan.
1976 utgavs en serietidning vid namn Kapten Zoom skapad av Ola Nyberg. Figuren har också förekommit på frimärke.